# Source de plasma
Il existe deux types de Source de plasma:
- Sources naturelles:

Les sources naturelles de plasmas sont nombreuses : ionosphère, magnétosphère terrestre, plasma de la couronne solaire, foudre, ...
- Sources artificielles:
  - source produite par laser
  - source micro-onde
  - source par décharge